# 周淑屏
周淑屏，香港作家，嶺南學院中文系畢業。周淑屏曾經擔任教師，壹出版總編輯，《星島日報》副刊專欄作者。現為突破出版社書籍編輯。作品包括散文、小說和訪問文集。她在黃燕萍《作文手冊》一書中提到，她第一份工作是保險公司文員，其後轉行擔任出版社編輯，後來更開始了她的寫作生涯。她憑《大牌檔·當舖·涼茶舖》奪得第九屆香港中文文學雙年獎。
周淑屏的作品多以具香港特色的地點或場所作背景，如唐樓、彌敦道、茶餐廳。其著作《彌敦道兩岸》曾被改編成舞台劇。

## 作品列表
1. 一朝失意
2. 自閉症的主人與活躍症的貓
3. 我在唐樓發現了情
4. 我在茶餐廳品嚐到愛
5. 我在街頭小吃中細味人生
6. 那年老師教曉我的事
7. 我偷看了姐姐的日記
8. 邊吃邊寫—由味覺到創意寫作
9. 玻璃天使
10. 黑布街27號
11. 又賺了五千—22個轉換人生賽道再跑的人物故事
12. 書店結業了
13. 打開百貨公司的隨意門
14. 鄉情、客情、中國情
15. 被消失的人‧情‧味
16. 屋邨裡的人情味
17. 大牌檔‧當舖‧涼茶舖

## 作品簡述

### 《非一般同學》
這本書以六個小故事編錄而成。大綱如下：

#### 一、詠蘭
故事一為講述詠蘭是一個冒險的學生，而詠蘭的冒險經驗影響了身邊原本性格內向的朋友變為外向起來。

#### 二、可立
故事二的可立是學校的人學王，若林也是仰慕可立的學生之一。後來，可立發生了意外，半身不能行走，需要長時間康復。若林在他的身邊不斷鼓勵他，最後兩人成為了好朋友。

#### 三、文秀
故事三的文秀自小體弱多病，曾經一度休學來療養身體。後來，得到朋友的鼓勵而重返校園，並且改善了原本，來者不拒而令自身利益受損的性格。

#### 四、秀月
故事四的秀月家境經濟良好，一直支持秀月所做的決定。這是一個名為「林高分」的人，憶述自己跟秀月的相處過程。秀月為了心愛的男人張建民作出很多配合，最終兩人共諧連理，卻數年後離婚收場。秀月離婚後沒有對張建民埋怨，並且獨自跟家人合力撫養自己的兒子常樂。

#### 五、德芬
故事五的德芬在中學時期是美麗動人的女生。不過，這位美麗動人的女生卻有不少的煩惱，中學時期和成年後的生活並不如一般人想像的美好。小玲跟德芬重遇後，原本以為德芬的人生春風得意，結果是跟自己一樣，對生活有很多煩惱。最後，小玲看到德芬的畫作後，感受到畫作希望人們可以追求到心境上的平安。

#### 六、小珠
故事六的小珠是正義凜然的女生。在一次西史考試中，她得知有人作弊。在困難重重的過程中，小珠作出很多假設。結果，小珠未能找到有力的證據來舉出犯人，卻仍然得知最後的作弊人員名單，並且有意外之料的人參與其中。小珠從這件事情學會到，原來人性不能夠單靠外表來判斷。

### 《書店結業了》
內容由《新月書店》、《五車書店》和《我的書店》三個部份組成。

#### 新月書店
芊芊有十天大假，成功向男友譽禧求婚，並且買了房子和租了一間店舖，準備開辦一間書店。一切看似成功地進行，結果書店生意不理想，感情也出現了危機。

#### 五車書店
永嘉、大光和軍爺的成長回憶都在五車書店。五車書店原意是學富五車。

#### 我的書房
側面描寫和抒發從事飲食雜誌的記者、寫作飲食書籍的作家的生活點滴。

## 得獎作品
1. 《大牌檔‧當舖‧涼茶舖》，第九屆香港中文文學雙年獎—兒童少年文學組雙年獎，2007年頒獎[4]
2. 《那年老師教曉我的事》，第十三屆香港中文文學雙年獎—兒童少年文學組推薦獎，2015年頒獎[5]
3. 《又賺了五千 – 22個轉換人生賽道再跑的人物故事》， 香港教育城「第15屆十本好讀」中學組 – 教師推薦好讀，2018年頒獎[6]
4. 《被消失的人‧情‧味》，香港教育城「第16屆十本好讀」小學組及中學組 – 教師推薦好讀，2019年頒獎[7]

## 資料來源
1. ↑  .   [2022-02-19]. （原始内容存档于2022-02-19）.
2. ↑   (PDF).   [2009-04-19]. （原始内容存档 (PDF)于2008-09-16）.
3. ↑  . 2005-10-04  [2018-01-04]. （原始内容存档于2018-11-12）.
4. ↑  .   [2022-02-19]. （原始内容存档于2019-09-02）.
5. ↑  .   [2022-02-19]. （原始内容存档于2022-02-19）.
6. ↑  .   [2022-02-19]. （原始内容存档于2022-02-19）.
7. ↑  .   [2022-02-19]. （原始内容存档于2020-09-29）.

## 外部連結
- .   [2009-04-19]. （原始内容存档于2013-05-02）.
- .   [2009-04-19]. （原始内容存档于2017-10-22）.